# Tomasz Sapryk
Tomasz Sapryk (ur. 17 listopada 1966 w Warszawie) – polski aktor teatralny i filmowy.

## Życiorys
W 1973 wstąpił do Związku Harcerstwa Polskiego, gdzie w okresie od 26 września 1981 do 5 października 1982 pełnił funkcję drużynowego 288 WDH Trampy na Pradze-Południe.
Absolwent Państwowej Wyższej Szkoły Teatralnej im. Aleksandra Zelwerowicza w Warszawie (1990). W latach 2012–2015 w zespole Teatru Narodowego. Aktor teatrów warszawskich: Powszechnego im. Zygmunta Hübnera (1990–2005, 2008–2010) oraz Syrena (2010–2012).
Współpracował z teatrami warszawskimi: Polskim, Rampa, Ochoty, Bajka, na Woli im. Tadeusza Łomnickiego, Polonia, Komedia, Capitol, Kamienica, a także ze Sceną SAM w Gdyni. Występował również w spektaklach Teatru Polskiego Radia i Teatru Telewizji.
Laureat Orła – Polskiej Nagrody Filmowej w kategorii „najlepsza drugoplanowa rola męska”, za rolę Ojca w filmie Sztuczki Andrzeja Jakimowskiego (2008).

## Życie prywatne
Z żoną Alicją Sapryk ma troje dzieci: córki Aleksandrę i Zofię oraz syna Maksymiliana.
W 2014 przeszedł zawał mięśnia sercowego. Niedługo potem wykryto u niego nowotwór nerki, w związku z którym został poddany zabiegowi wycięcia tego organu.

## Filmografia
- 2024: Gang Zielonej Rękawiczki jako hurtownik
- 2024: Rojst Millenium jako Szustak, kierownik hotelu Central
- 2023: Poskromienie złośnicy 2 – Jędruś
- 2023: Dewajtis – Rymko Ragis
- 2023: Święto ognia  – Poldek
- 2022: Wielka woda  – komendant Andrzej Talarek (odc. 1-4)
- 2022: "prorok" Zenon Kliszko
- 2022 – Poskromienie złośnicy – Jędruś
- 2021: The Office PL – Kowalski, ojciec Patrycji (odc. 12)
- 2021: Broad Peak – Andrzej Zawada[3]
- 2020: Archiwista – Mariusz Świtałło (odc. 9)
- 2020–2023: Leśniczówka – mecenas Maciej Rożek
- 2019: Polityka – Drzewiecki, koordynator służb specjalnych
- 2019: Całe szczęście – dyrygent Ludwik Wołk-Maliszewski, mąż Reginy
- 2019: Interior – Stanisław, wuj Maćka
- 2019: Pan T. – ubek
- 2018: Ojciec Mateusz – Piotr (lub Jacek) Marzec, właściciel agencji, szef Barbary Nocul (odc. 241, 263)
- 2018: 7 uczuć – dyrektor szkoły
- 2018: Serce nie sługa – Marecki, ojciec Darii
- 2018: Zabawa, zabawa – psycholog Wojtek, szef ośrodka
- 2018: Podatek od miłości – doradca podatkowy
- 2018: Autsajder – więzień „Dziadek”
- 2018-nadal: Korona królów – kanclerz Zbigniew ze Szczyrzyca
- 2017: Druga szansa – profesor Lubelski, kardiochirurg (odc. 4, sezon III)
- 2017: Ucho Prezesa – Grzegorz (odc. 13, 22)
- 2017: Dziewczyny ze Lwowa – „Cichy” (odc. 18, 19)
- 2017: O mnie się nie martw – Tadeusz Lenart (odc. 76)
- 2017: Listy do M. 3 – dyżurny policjant
- 2017: Zgoda – Gerhard Althoff
- 2016: Pakt – lekarz (odc. 2, 5)
- 2016–2017, 2021: Blondynka – Władysław Ciupak „Dino”, przyjaciel Marcela Traczyka (odc. 57-61, 63-65, 74-76, 101-103,105,107-109)
- 2016: Wołyń – Izaak Meltzer
- 2015–2016: Singielka – Staszek Kowalik, ojciec Eli
- 2015: Chemia – lekarz
- 2015: Nie rób scen – Marian (odc. 12)
- 2015: Na dobre i na złe – Jarosław (odc. 609)
- 2015: Ojciec Mateusz – Rajmund Grozdek, ojciec Pawła (odc. 167)
- 2014: Warsaw by Night – manager klubu go-go
- 2014: Pod Mocnym Aniołem – szef „Terrorysty”
- 2014: Świat według Kiepskich – mężczyzna w studio (odc. 454)
- 2014: Prawo Agaty – mecenas Czerwiec, adwokat Wentzla (odc. 66)
- 2013: Wszystko przed nami – Nowak
- 2013: Lekarze – pijak Dawid (odc. 29)
- 2013: Gabriel – Marny
- 2013: Komisarz Alex – Andrzej Wójcik, ojciec Anny (odc. 29)
- 2012: Supermarket – Michał Warecki
- 2012: Sztos 2 – milicjant
- 2012: Banan (odc. 473)
- 2012: Pierwsza miłość – Kazimierz
- 2011: Aida – Zbigniew Krawczyk
- 2011: Ki – terapeuta Adam
- 2011: Układ warszawski – 2 role: Zdzichu Marchwicki, Gienek Marchwicki, brat bliźniak Zdzicha (odc. 10)
- 2011: Ojciec Mateusz – Krzysztof Kornacki, mąż Aldony (odc. 94)
- 2011: Weekend – Szasza
- 2011–2016: Ranczo – radny Myćko
- 2010–2011: Licencja na wychowanie – Mikołaj, szef Pawła
- 2010: Śniadanie do łóżka – redaktor Paweł Janicki
- 2010: Nie ten człowiek – suwnicowy Nowak
- 2010: Prosta historia o miłości – aktor w teatrze
- 2010: Ciacho – Kapciak
- 2010: Weekend – Sasza
- 2010: Na dobre i na złe – mężczyzna (odc. 400)
- 2009: Synowie – Wigoń
- 2009: Przystań – Wojtek Kurzaj (odc. 9)
- 2009: 39 i pół – policjant (odc. 26, 27)
- 2009: Nigdy nie mów nigdy – Leon, szef i były mąż Amy
- 2009: Londyńczycy 2 – kierowca Kazio (odc. 2, 5)
- 2008: Daleko od noszy – Zdzisław Cerewicz (odc. 142)
- 2008: Rozmowy nocą – instruktor w szkole rodzenia
- 2008: Serce na dłoni – lekarz Konstantego
- 2008: Na kocią łapę – Stefan, komendant straży pożarnej
- 2008: Doręczyciel – biznesmen na pogotowiu (odc. 5)
- 2007: Dylematu 5 – Jan Pokorny
- 2007: Codzienna 2 m. 3 – menel (odc. 64)
- 2007: Sztuczki – ojciec Stefka i Elki
- 2007: Świat według Kiepskich – Zdzisiek (odc.278)
- 2007: I kto tu rządzi? – Radek Szary (odc. 35)
- 2007: Ryś – Bill
- 2007: Faceci do wzięcia – Szmidt, zarządca budynku (odc. 22)
- 2007: Ja wam pokażę! – Eksio
- 2006–2007: Fala zbrodni – Rudolf Zyga, wspólnik Von Steina, sutener (odc. 72, 79, 82, 83)
- 2006: Niania – Igor Wroński (odc. 34)
- 2006: Wiedźmy – dzielnicowy Henio
- 2006: Apetyt na miłość – Stefan, wychowanek pani Walickiej
- 2006: Co słonko widziało – Achim, ojciec Seby
- 2006: Wszyscy jesteśmy Chrystusami – Anioł Straż
- 2005: Kochankowie z Marony – rybak
- 2005: Plebania – Trzmielina (odc. 530)
- 2005: Na dobre i na złe – Dąbek "Banan" prowadzący wypożyczalnię leżaków nad morzem (odc. 222)
- 2005: Lawstorant – Kazio Traczyk
- 2004: Wesele – sierżant Styś
- 2004: Talki z resztą – pan Sylwester Roszko
- 2004: Camera Café – Edek, kumpel Tomka z campingu (odc. 68_1)
- 2004: Kryminalni – Michał Siudecki „Siuda” (odc. 7)
- 2004: Panienki – hydraulik Karol Grzybek (odc. 2)
- 2003–2005: Czego się boją faceci, czyli seks w mniejszym mieście – Klaudiusz, przyjaciel Gustawa
- 2003: Show – Zbyszek, przyjaciel Czarka
- 2003: Tygrysy Europy 2 – wodzirej na weselu
- 2003: Superprodukcja – kierownik planu
- 2003: Kasia i Tomek – stajenny (odc. 23, seria III)
- 2003: Na dobre i na złe – sprzedawca koszulek (odc. 160)
- 2003: Magiczne drzewo – kierownik telewizyjnego bufetu (odc. 3)
- 2002: Kariera Nikosia Dyzmy – Niemrawy, grabarz
- 2002: Dzień świra – polityk
- 2002: E=mc² – Landryna
- 2002: Sfora – handlarz narkotykami (odc. 2)
- 2002: Jest sprawa… – Tadek Zawadzki
- 2001: Pieniądze to nie wszystko – Rysio
- 2001: Stacja – policjant Starewicz
- 2001: Where Eskimos Live – dezerter
- 2001: Poranek kojota – Marek, ochroniarz Stefana
- 2001: Wiedźmin – Dermot Marranga
- 2000–2001: Chłop i baba – Marian Mozyrko
- 2000: Słoneczna włócznia – Dil (odc. 4, 5)
- 2000: Skarb sekretarza – Tadek Zawadzki
- 2000: To my – adwokat rodziców Karoliny
- 1999: Badziewiakowie – Boniecki
- 1999: Policjanci – policjant
- 1999: Wszystkie pieniądze świata – Kaliszewski, kierowca prezesa Parcewicza
- 1998: Rozmowy przy wycinaniu lasu (teatr TV) – Zyzol
- 1998: Miodowe lata – asystent (odc. 1)
- 1998: Gwiezdny pirat – kierowca autobusu (odc. 2)
- 1997: 13 posterunek – kolega Cezarego (odc. 7)
- 1997: Łóżko Wierszynina – operator Kuba
- 1997: Złotopolscy – Jerzy Buber, złodziej samochodu Kacpra (odc. 1, 2)
- 1997: Kochaj i rób co chcesz – pan Tolek, handlarz kasetami disco-polo na bazarze
- 1996: Wirus – Stefan, przybrany brat Michała i kochanek jego żony
- 1996: Tajemnica Sagali – wódz Scytów (odc. 5)
- 1995: Nic śmiesznego – asystent operatora na planie filmu Adama
- 1994: Wow – doktor Angus Hardock
- 1993: Uprowadzenie Agaty – kolega Cygana z celi
- 1993: Pora na czarownice – policjant Mikołaj
- 1993: Żywot człowieka rozbrojonego – Kuba, hazardzista obstawiający gry bilardowe (odc. 2)
- 1992: Aby do świtu... – Serdel
- 1992: Naprawdę krótki film o miłości, zabijaniu i jeszcze jednym przykazaniu – Karol
- 1989: Odbicia – działacz studencki (odc. 2)
- 1988: Crimen – lisowczyk (odc. 1)

## Dubbing
- 2021: Kosmiczny mecz: Nowa era – Al-G Rhythm
- 2021: Falcon i Zimowy Żołnierz – James Rhodes / War Machine[4]
- 2019: Toy Story 4 – Rex[5]
- 2019: Avengers: Koniec gry – James Rhodes / War Machine
- 2019: Kapitan Marvel – James Rhodes / War Machine
- 2018: Avengers: Wojna bez granic – James Rhodes / War Machine
- 2016: Tini: Nowe życie Violetty
- 2016: Kapitan Ameryka: Wojna bohaterów – James Rhodes / War Machine
- 2015: Toy Story: Prehistoria – Rex
- 2015: Toy Story: Horror – Rex
- 2015: Avengers: Czas Ultrona – James Rhodes/War Machine
- 2015: Exodus: Bogowie i królowie – Seti
- 2014: Strażnicy Galaktyki – więzień chcący zabić Gamorę
- 2013: Iron Man 3 – James Rhodes / Iron Patriot
- 2012: Toy Story: Imprezozaur Rex – Rex
- 2012: Cheetah Girls – Jackal Johnson
- 2011: Toy Story: Zestaw pomniejszony – Rex
- 2011: Auta 2 – Al Skarpetta
- 2010: Stich! – Reuben
- 2010: Brygada
- 2010: Toy Story 3 – Rex
- 2006–2007: Lilo i Stich – 625
- 2005: Legenda telewizji – Ron Burgundy
- 2004: Iniemamocni – pan Kropp
- 2004–2007: Mroczne przygody Billy’ego i Mandy – generał Szrama (odc. 21a, 38, 43)
- 2004: Zło w potrawce – generał Szrama
- 2004: Nawiedzony dwór – duch #1
- 2003: Gdzie jest Nemo? – Młot
- 2002: Mroczni i źli – generał Szrama
- 2002: Śnieżne psy – dr Rupert Brooks
- 2001: Potwory i spółka – partner Grzesia
- 1999: Toy Story 2 – Rex
- 1998: M.A.S.K. –
  - Aborygen (odc. 37),
  - Sly Rax (odc. 41-42, 47)
- 1996: Toy Story –
  - Rex,
  - dostawca pizzy

## Nagrody
- Orzeł Najlepsza drugoplanowa rola męska: 2008: Sztuczki